# Harzungen
Harzungen è una frazione del comune tedesco di Harztor.

## Posizione
Harzungen si trova a sud-ovest di Neustadt/Harz, sotto il versante sud-occidentale dell'Harz. Le strade statali 1035 e 2075 garantiscono l'accesso alla località di villeggiatura in termini di traffico. A sud si trova Rüdigsdorf Svizzera, un paesaggio carsico che prende il nome dal piccolo quartiere Rüdigsdorf di Nordhausen.
A nord della città si trova un piccolo stagno, l'Hegeteich. Anche il fiume Kappelbach tocca il distretto.

## Storia
Harzungen fu menzionato per la prima volta in un documento nel 1259. Nella zona erano stati eretti un maniero e un mulino. Nel 1272 un Helwicus di Harzungen testimoniò a favore del monastero di Nikolausberg/Bischoferode.
Il sottocampo di Harzungen, sottoposto al campo di concentramento di Mittelbau-Dora, esisteva dal 1944 al 1945 nell'area intorno a Harzungen e Niedersachswerfen.
Il comune di Harzungen venne aggregato nel 2018 al comune di Harztor con lo scioglimento della comunità amministrativa di Hohnstein/Harz meridionale.

## Ex consiglio comunale
L'ex consiglio comunale di Harzungen era composto da sei membri del consiglio eletti a maggioranza nelle elezioni locali del 7 giugno 2009.

## Luoghi turistici
- Chiesa di Sant'Andrea
- Una lapide commemorativa nel cimitero, eretta nel 1956 e rinnovata nel 1977, ricorda i 27 prigionieri di guerra e lavoratori forzati che morirono nel sottocampo di Harzungen di Dora-Mittelbau, costruito nel 1944 e in cui internarono circa 5.000 detenuti, che lavorarono su progetti di armamenti gestiti dal gruppo Junkers.